# Havezate Elsen
Elsen, Huis (te) Elsen of Effink was een havezate gelegen de buurschap Elsen in het richterambt Kedingen. De havezate lag ten zuidoosten van de bocht in de huidige Seinenweg in de gemeente Hof van Twente.

## Geschiedenis
Het Huis te Elsen wordt voor het eerst genoemd in het goederenregister van de graaf van Dale uit 1188 dat echter alleen uit een laat-dertiende-eeuws afschrift bekend is. Het wordt dan genoemd als domus Effinc in het kerspel Rijssen. Het erf was leenhorig aan de heerlijkheid Diepenheim. In die hoedanigheid wordt Willem van Laar er rond 1379 mee beleend.
Daarnaast worden al in 1297 de tienden van Effink genoemd die dan in het bezit komen van Mechteld van Limburg, de tweede echtgenote van Egbert van Almelo, en haar kinderen.
Willem van Laar verkoopt Effink in 1387 aan Johannes Smyt die het spoedig overdroeg aan Berend Hermans. Hij verkocht het in 1394 aan Roelof van Twickelo bijgenaamd de Vos. Door vererving kwam Effink in handen van de familie Strubbe. In 1475 blijkt Effink een dienstmangoed te zijn van de bisschop van Utrecht. Zeker in 1583 was er al een adellijke woning op het Effink. In 1612 verkocht de familie Strubbe het huis aan de rechtsgeleerde Adriaan Rouwaert van Craenhals van Hottinga. Twee jaar later droeg deze het over aan Johan van Laar. In 1638 werd de havezate gekocht door Willem van Haersolte. Hij overleed met vrouw en zeven van zijn acht kinderen in Bredevoort toen daar in 1646 de bliksem in de kruittoren sloeg. De zesjarige Anthoni, overleefde omdat hij die dag in Zwolle verbleef. Onder voogdij van zijn ooms Johan en Rutger van Haersolte werd hij in 1652 met het Huis te Elsen beleend.
De familie Van Haersolte verkocht de havezate in 1755 aan Arend Jan van Raesfelt. Diens zoon Derk Joachim Willem Jan van Raesfelt verkocht de erven Effink en Haijkers in 1821. Het huis zelf was waarschijnlijk kort daarvoor afgebrand. De andere havezaatsgoederen liet Van Raesfelt in 1828 veilen. De gronden waar de havezate zelf had gestaan werden aangekocht door Henri Civati, de eigenaar van Backenhagen. In 1873 kwamen deze landerijen in bezit van Berend Jan Reef, een landbouwer in Elsen.
Door een ruilverkaveling in 1984 zijn alle zichtbare sporen van de havezate uitgewist.